# Harlan County, USA
Harlan County, USA è un documentario del 1976 diretto da Barbara Kopple.
Fu presentato fuori concorso al 30º Festival di Cannes.
Nel 1990 è stato inserito tra le pellicole preservate al National Film Registry, come film culturalmente, storicamente o esteticamente significativo.

## Riconoscimenti
- Premio Oscar 1977
  - Miglior documentario
- Los Angeles Film Critics Association Awards 1977
  - Special Award